# Francesc Arnau
Francesc Xavier Arnau Grabulosa (* 23. März 1975 in Les Planes d’Hostoles, Girona; † 22. Mai 2021 in Oviedo) war ein spanischer Fußballtorwart, der beim FC Barcelona und beim FC Málaga aktiv war.

## Vereinskarriere
Arnau kam im Alter von 14 Jahren zur Jugendabteilung des FC Barcelona. Dort wurde er in der Saison 1994/95 in das dritte Reserveteam aufgenommen. In der darauffolgenden Saison stieg er in die zweite Mannschaft auf und wurde dort auch auf Anhieb zum Stammspieler. Am 9. November 1996 spielte Arnau während des 3:3-Remis in der Liga gegen Athletic Bilbao das erste Mal für die erste Mannschaft des FC Barcelona. Bei Barcelona verblieb er in seinen fünf Jahren bei der ersten Mannschaft stets der Ersatztorwart. In der ersten Saison war Vítor Baía gesetzt, in den folgenden Saisons Ruud Hesp und Richard Dutruel. Mit Barcelona gewann er 1999 die spanische Meisterschaft, 1997 den spanischen Pokal, den Europapokal der Pokalsieger und den UEFA Super Cup.
2001 verließ er Barcelona, um von da an für den FC Málaga zu spielen. Bei Málaga kam er in seiner ersten Saison ebenfalls nicht zum Zug und bestritt nur 3 Ligaeinsätze, da er nicht an Stammtorhüter Pedro Contreras vorbeikam. Als sich Contreras 2003 Betis Sevilla anschloss, wurde Arnau zur Nummer 1 bei Málaga befördert und wurde später sogar Teamkapitän. 2006 stieg er mit dem FC Málaga in die Segunda División ab. In der Wiederaufstiegssaison 2007/08 verlor Arnau seinen Stammplatz an Iñaki Goitia. In der Saison 2008/09 bestritt Arnau die ersten elf und die letzten beiden Ligaspiele der Saison. 2009 verkaufte Málaga Iñaki Goitia an Betis Sevilla, verpflichtete aber gleichzeitig Gustavo Munúa, sodass sich Arnau wieder mit dem Status des Ersatztorhüters abfinden musste. 2011 beendete er seine Karriere beim FC Málaga und war für den Verein als Jugendcoach tätig.

## Nationalmannschaftskarriere
1998 spielte Arnau eine überragende EM mit der U-21-Auswahl Spaniens, die das Turnier am Ende auch gewann. Arnau ließ in den drei K.-o.-Spielen keinen einzigen Gegentreffer zu und wurde zum Spieler des Turniers gewählt.

## Privates
Am 22. Mai 2021 gab der Club Real Oviedo, dessen sportlicher Direktor er war, bekannt, dass Francesc Arnau im Alter von 46 Jahren gestorben ist. Er beging Schienensuizid und wurde auf den Gleisen des Bahnhofs La Corredoria de Oviedo aufgefunden.

## Erfolge
- Spanische Meisterschaft: 1999
- Spanischer Pokal: 1997
- Europapokal der Pokalsieger: 1997
- UEFA Super Cup: 1997
- U-21-Europameisterschaft: 1998
- Spieler des Turniers bei der U-21-EM 1998